# Chauvigny-du-Perche
Chauvigny-du-Perche là một xã thuộc tỉnh Loir-et-Cher trong vùng Centre-Val de Loire miền trung nước Pháp.